# 레이철 로버츠 (1927년)
레이철 로버츠(Rachel Roberts, 1927년 9월 20일 ~ 1980년 11월 26일)는 웨일스의 배우이다.

## 출연 작품
- 말콤 맥도웰, 린지 앤더슨을 말하다 (2007)
- 더 월 (1982)
- 웬 어 스트레인저 콜스 (1979)
- 전장의 우정 (1979)
- 파울 플레이 (1978)
- 행잉록에서의 소풍 (1975)
- 오리엔트 특급 살인사건 (1974)
- 오 럭키 맨! (1973)
- 와일드 로버스 (1971)
- 어 플리 인 허 이어 (1968)
- 욕망의 끝 (1963)
- 걸 온 어프루벌 (1961)
- 토요일 밤과 일요일 아침 (1960)